# Ємелісте (Підляське воєводство)
Ємелісте (пол. Jemieliste) — село в Польщі, у гміні Філіпув Сувальського повіту Підляського воєводства.
Населення — 160 осіб (2011).
У 1975—1998 роках село належало до Сувальського воєводства.

## Демографія
Демографічна структура станом на 31 березня 2011 року:
|          | Загалом | Допрацездатний вік | Працездатний вік | Постпрацездатний вік |
| -------- | ------- | ------------------ | ---------------- | -------------------- |
| Чоловіки | 83      | 20                 | 52               | 11                   |
| Жінки    | 77      | 10                 | 50               | 17                   |
| Разом    | 160     | 30                 | 102              | 28                   |